# Enric Auquer
Enric Auquer Sardà (Rupià, 1988) é um ator espanhol. Em 2020, ganhou o Prêmio Goya de melhor ator revelação pelo seu papel no filme Quien a hierro mata.